# عمر داوود
عمر داوود (انگلیسی: Omar Daoud; ۹ آوریل ۱۹۸۳ – ۹ مهٔ ۲۰۱۸) بازیکن فوتبال اهل لیبی بود.
از باشگاه‌هایی که در آن بازی کرده‌است می‌توان به باشگاه فوتبال القبائل اشاره کرد.